# Tibro IK
Tibro IK är en ishockeyklubb från Tibro i Västra Götalands län. Klubben bildades 1951 och hade sin storhetstid under 1970-talet. 1970-1975 spelade man i Division II, vilket då verkligen var andraligan i Sverige. Efter serieombildningen till säsongen 1975/1976 fick man spela i Division I, vilket var det nya namnet på andraligan. Där spelade man i fyra säsonger 1975/1976, 1976/1977, 1977/1978 och 1979/1980. Sedan dess har man inte lyckats ta sig tillbaka till de högre divisionerna utan främst spelat i Hockeytvåan och Hockeytrean.
En framgångsrik spelare med rötter i klubben är Victor Wänghult som spelar i Hockeyallsvenskan förr Västerviks IK.